# Українсько-непальські відносини
Українсько-непальські відносини — відносини між Україною та Федеративною Демократичною Республікою Непал.
Непал визнав незалежність України 3 січня 1992 року. Права та інтереси громадян України в Непалі захищає Посольство України в Індії.